# Кендзі Доїхара
Кендзі Доїхара (яп. 土肥原 賢二, Doihara Kenji, 1883 – 1948) — японський офіцер та військовий злочинець. Будучи генералом японської імператорської армії під час Другої світової війни, він зіграв важливу роль у японському вторгненні в Маньчжурію 1931 року.
Як провідний офіцер розвідки, він відіграв ключову роль у японських махінаціях, які призвели до окупації значної частини Китаю, дестабілізації країни та розпаду традиційної структури китайського суспільства. Він став натхненником маньчжурської торгівлі наркотиками та спонсором багатьох злочинних дій в окупованому Японією Китаї.
Після закінчення Другої світової війни він переслідувався за військові злочини в Міжнародному військовому трибуналі для Далекого Сходу. Він був визнаний винним, засуджений до смертної кари та повішений у грудні 1948 року.

## Раннє життя та кар'єра

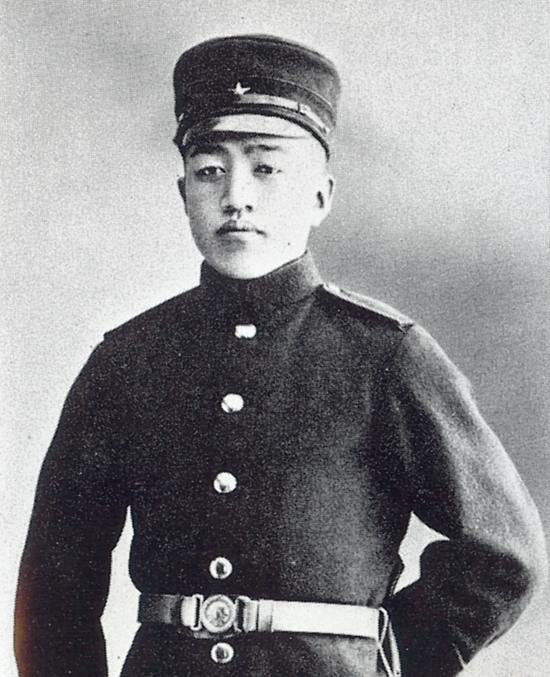
Доїхара в армійській кадетській формі, 1903 рік

Кендзі Доїхара народився в місті Окаяма. У дитинстві він відвідував військово-підготовчі курси, а в 1904 році закінчив 16-й клас Японської імператорської армійської академії. Його призначала в різні піхотні полки як молодшого офіцера, згодом він повернувся до навчання, щоб закінчити 24-й клас коледжу штабу армії в 1912 році. Він добре вивчив мандаринську мову та інші китайські діалекти, і завдяки цьому він почав служити у військовій розвідці.  
Більшу частину своєї ранньої кар'єри Доїхара провів на різних посадах у північному Китаї, за винятком короткого туру в 1921—1922 роках у складі японських військ у східній Росії під час Сибірської інтервенції. Він був прикріплений до 2-го піхотного полку з 1926 по 1927 рік і до 3-го піхотного полку в 1927 році. У 1927 році він був частиною офіційного туру до Китаю, а потім був прикріплений до 1-ї дивізії з 1927 по 1928 рік.  
У березні 1928 року він був призначений служити військовим радником воєначальника Чжан Цзоліня, який контролював Маньчжурію, але через три місяці Чжана убив офіцер Квантунської армії (Хуангутунський інцидент). У 1929 році він отримав звання полковника і командував 30-м піхотним полком. У 1931 році він став начальником відділу спеціальної служби Квантунської армії у Мукдені.  

## «Лоуренс Маньчжурський»

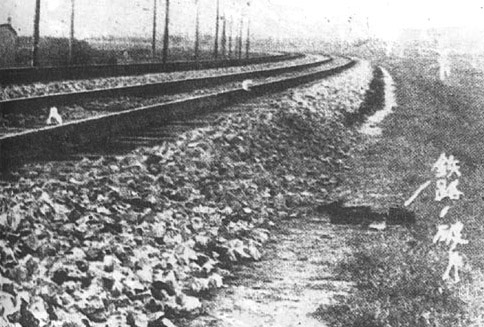
Ділянка залізниці Люцяо, де Суеморі Комото за наказом Доїхари заклав бомбу, яка спровокувала японське вторгнення в Маньчжурію.

Перебуваючи в Мукдені, Доїхара допомагав полковнику Сейсіро Ітагакі в організації Мукденського інциденту, наказавши лейтенанту Суеморі Комото встановити та підірвати бомбу на коліях у той час, коли через них проходив японський потяг. Але бомба була настільки слабкою, а пошкодження рейок настільки незначними, що потяг пройшов неушкодженим, але Квандунська армія все одно звинуватила китайських військових у неспровокованій атаці, вторглася та окупувала Маньчжурію. Під час вторгнення Доїхара сприяв тактичній співпраці між генералами північно-східної армії Сі Ця в Цзіліні, Чжан Цзінхуєм у Харбіні та Чжан Хайпеном у Таонані.
Потім Доїхара взяв на себе завдання повернути колишнього імператора Пуї до Маньчжурії, щоб надати легітимність маріонетковому режиму. План полягав у тому, щоб зробити вигляд, що Пуї повернувся, щоб відновити свій престол завдяки уявній вимозі народу Маньчжурії, і що, хоча Японія не мала нічого спільного з його поверненням, вона не могла нічого протистояти волі народу. Щоб здійснити план, необхідно було висадити Пуї в їнкоу до того, як цей порт замерзне; тому він мав прибути туди до 16 листопада 1931 року. За допомогою принцеси Кавасіми Йосіко, родички імператора, йому вдалося доставити його в Маньчжурію у встановлений термін.
На початку 1932 року Доїхару призначили очолити Харбінське спеціальне управління Квантунської армії, де він розпочав переговори з генералом Ма Чжаньшанем після того, як його вигнали з Цицікара японці. Позиція Ма була неоднозначною; він продовжував переговори, підтримуючи базованого в Харбіні генерала Дін Чао. Коли Доїхара зрозумів, що його переговори нікуди не приведуть, він попросив, щоб маньчжурський воєначальник Сі Ця просунувся зі своїми силами, щоб захопити Харбін у генерала Дін Чао. Проте генерал Дін Чао зміг перемогти війська Сі Ця, і Доїхара зрозумів, що для успіху йому знадобляться японські сили. Доїхара влаштував заворушення в Харбіні, щоб виправдати своє втручання. Скориставшись заворушенням 12-та дивізія під командуванням генерала Дзіро Тамона прибула з Мукдена залізницею, а потім пройшла по снігу, щоб підсилити атаку. Харбін упав 5 лютого 1932 року. До кінця лютого генерал Дін Чао відступив у північно-східну Маньчжурію та запропонував припинити бойові дії, поклавши край офіційному опору Китаю. Протягом місяця було створено маріонеткову державу Маньчжоу-Го під наглядом Доїхари, який оголосив себе мером Мукдена. Потім він домовився, щоб маріонетковий уряд попросив Токіо надати «військові поради». Протягом наступних місяців 150 000 солдатів, 18 000 жандармів і 4 000 таємних поліцейських Японія направила до новоствореного протекторату. Він використовував їх як окупаційну армію, запроваджуючи рабську працю та поширюючи терор, щоб змусити 30 мільйонів китайських жителів підкорятися.
Слава Ма Чжаньшаня як безкомпромісного борця проти японських загарбників збереглася після його поразки, тому Доїхара зв'язався з ним, запропонувавши величезну суму грошей і командування армією маріонеткової держави, якщо він перейде на бік нового уряду Маньчжурії. Ма зробив вигляд, що згоден, і полетів до Мукдена в січні 1932 року, де він взяв участь у зустрічі, на якій було засновано державу Маньчжоу-Го та був призначений військовим міністром Маньчжоу-Го та губернатором провінції Хейлунцзян. Потім, використавши японські кошти для збору та переоснащення нового добровольчого загону, 1 квітня 1932 року він привів свої війська до Ціціхара, відновивши провінцію Хейлунцзян як частину Китайської Республіки та відновивши боротьбу проти Японії.
З 1932 по 1933 рік новоспечений генерал-майор Дїйхара командував 9-ю піхотною бригадою 5-ї дивізії. Після захоплення провінції Жехе під час операції «Некка» Доїхара відправився назад до Маньчжоу-Го, щоб знову очолити Спеціальне агентство Хаутен до 1934 року. Потім він був прикріплений до 12-ї дивізії IJA до 1936 року.

## Друга японо-китайська та Друга світова війни

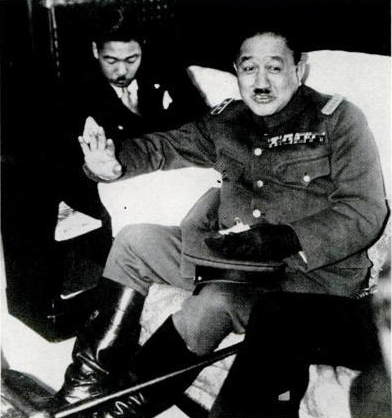
Доїхара на фото для преси в Токіо в 1936 році, на той час генерал-лейтенант

З 1936 по 1937 роки Доїхара був командиром 1-ї дивізії до інциденту на мосту Марко Поло, коли йому було передано командування 14-ю дивізією під керівництвом Першої японської армії в Північному Китаї. Там він брав участь в операції Бейпін-Ханькоу та очолював кампанію в Північній і Східній Хенані, де його дивізія протистояла китайській контратаці в битві при Ланьфені.
Після битви при Ланфені Доїхара був прикріплений до Генерального штабу сухопутних військ як голова спеціального агентства до 1939 року, коли йому було передано командування п'ятою японською армією в Маньчжоу-Го під загальним контролем Квантунської армії. У 1940 році Доїхара став членом Вищої військової ради. З 1940 по 1941 рік призначений комендантом Японської імператорської армійської академії. Потім він став начальником департаменту армійської авіації військового міністерства та генеральним інспектором армійської авіації до 1943 року  4 листопада 1941 року, будучи генералом ВПС Японії та членом Вищої військової ради, він проголосував за схвалення нападу на Перл-Гарбор.
У 1943 році Доїхара призначений головнокомандувачем Східної армії. У 1944 році він був призначений губернатором штату Джохор у Малаї, і головнокомандувачем японської сьомої армії в Сінгапурі до 1945 року.
Повернувшись до Японії в 1945 році, Доїхара отримав звання генерального інспектора військової підготовки (одна з найпрестижніших посад в армії) і головнокомандувача японської 12-ї армії. На момент капітуляції Японії в 1945 році Доїхара був головнокомандувачем 1-ї загальної армії.

### Злочинна діяльність

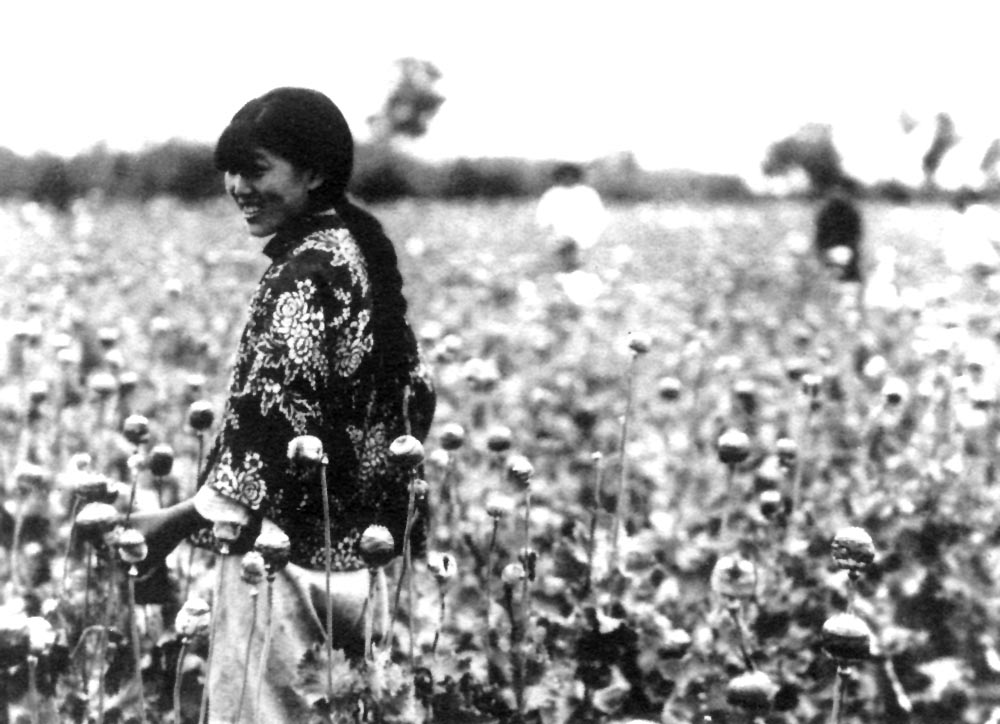
Урожай маку в Маньчжоу-Го використовують для виробництва опію

Діяльність Доїхари в Китаї значно перевищувала звичайну поведінку офіцера розвідки. Як голова японських секретних служб у Китаї, він розробив, запровадив і контролював низку заходів, систематично експлуатуючи окуповані території та підриваючи китайську соціальну структуру в решті країни, щоб послабити громадський опір, використовуючи всі можливості, у тому числі умисне розпалювання злочинності; виховання наркотичної залежності; спонсорування тероризму, вбивств, шантажу, хабарництва, торгівлі опіумом і рекету; і поширення будь-якої корупції в майже некерованій країні.
Після окупації Маньчжурії японська спецслужба під його наглядом незабаром перетворила Маньчжоу-Го на величезну злочинну країну, в якій зґвалтування, розбещення дітей, сексуальне приниження, садизм, напади та вбивства стали інституційними засобами терору та контролю над китайцями Маньчжурії. Пограбування солдатами та кемпетаями, довільна конфіскація майна та відверте вимагання стали звичайним явищем. Публічні будинки, опіумні притони, гральні будинки та магазини з продажу наркотиків, якими керували японські жандарми, конкурували з державним монопольним синдикатом опіуму.
Невдовзі Доїхара поширив свою діяльність на ще не окуповані частини Китаю. Використовуючи близько 80 000 китайських агентів, він фінансував сотні злочинних угруповань, використовуючи їх для будь-яких соціальних заворушень, змін, вбивств і саботажу в неокупованому Китаї. За допомогою цих організацій йому незабаром вдалося контролювати значну частину торгівлі опіумом у Китаї, використовуючи зароблені гроші для фінансування своїх таємних операцій.
Він найняв цілу армію агентів і розіслав їх по Китаю як представників різних гуманітарних організацій. Вони заснували тисячі медичних центрів, головним чином у селах районів, для лікування туберкульозу, який тоді був епідемією в Китаї. Підміняючи ліки опіумом, він зумів зробити залежними мільйони нічого не підозрюючих пацієнтів, поширивши соціальну дегенерацію в області, які досі не торкнулися зростаючим розпадом китайського суспільства. Схема також створила групу залежних жертв, які відчайдушно намагаються запропонувати будь-які послуги, щоб отримати щоденну дозу опіуму.
Спочатку він дав їжу та притулок десяткам тисяч російських білоемігранток, які знайшли притулок на Далекому Сході після поразки білоросійського руху під час громадянської війни в Росії та виведення армій Антанти та Японії з Сибіру. Втративши засоби до існування та більшість із них овдовіли, жінок змушували займатися проституцією, використовуючи їх для створення мережі борделів по всьому Китаю, де вони працювали в нелюдських умовах. Їм пропагували вживання героїну та опіуму як спосіб терпіти свою жалюгідну долю. Як тільки жінки стали залежними, вони використовувалися для подальшого поширення опіуму серед населення, заробляючи одну безкоштовну опіумну трубку за кожні шість, яку вони продавали своїм клієнтам.

## Засудження

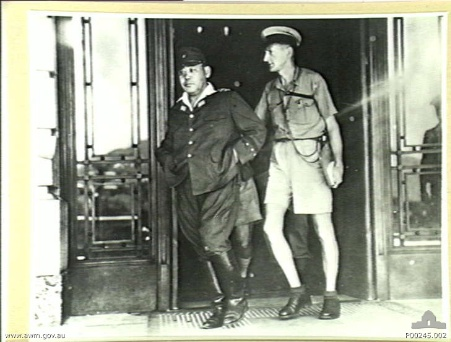
Арешт Доїхари

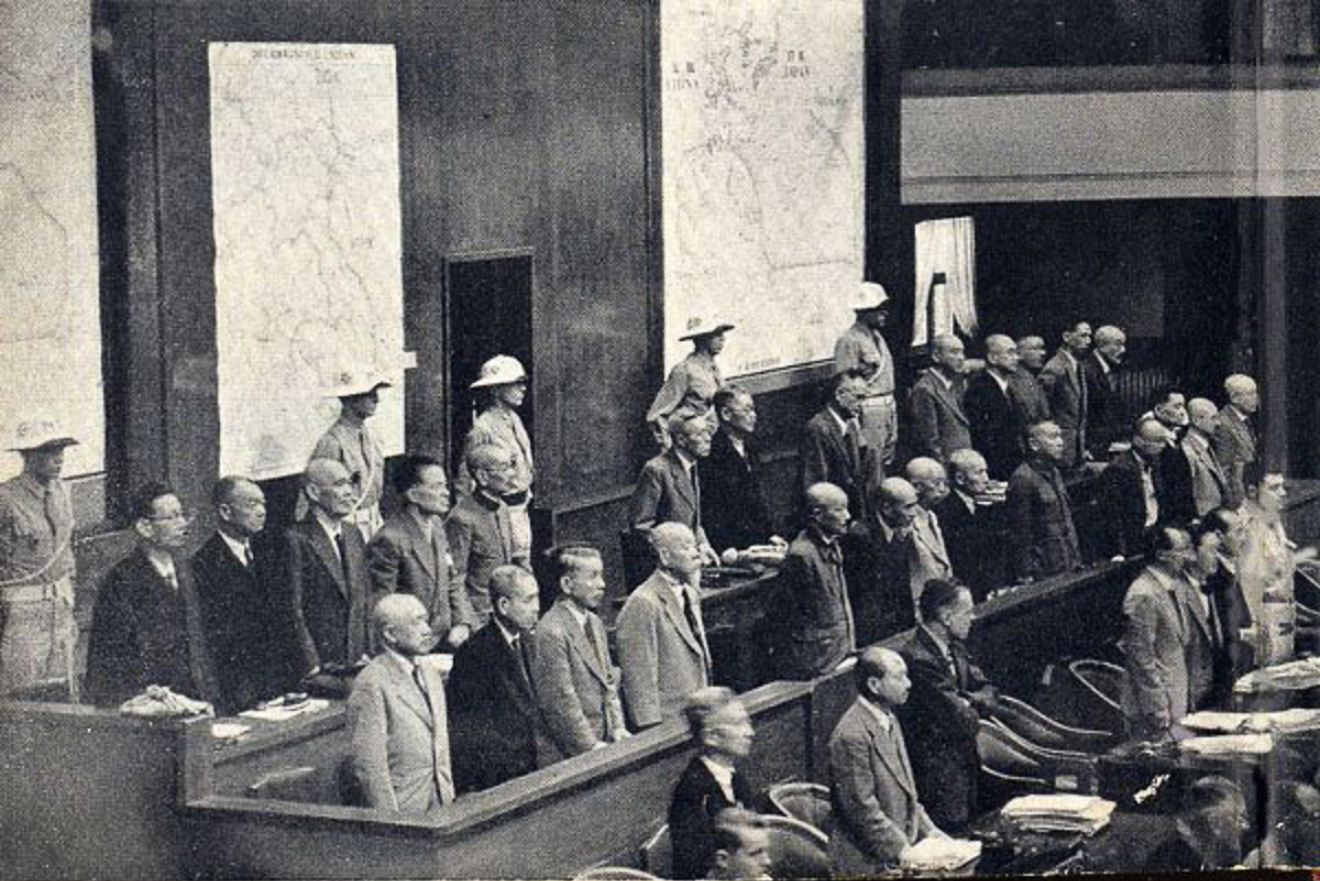
Під час суду над ним Міжнародним військовим трибуналом Далекого Сходу. Перший у першому ряду зліва направо

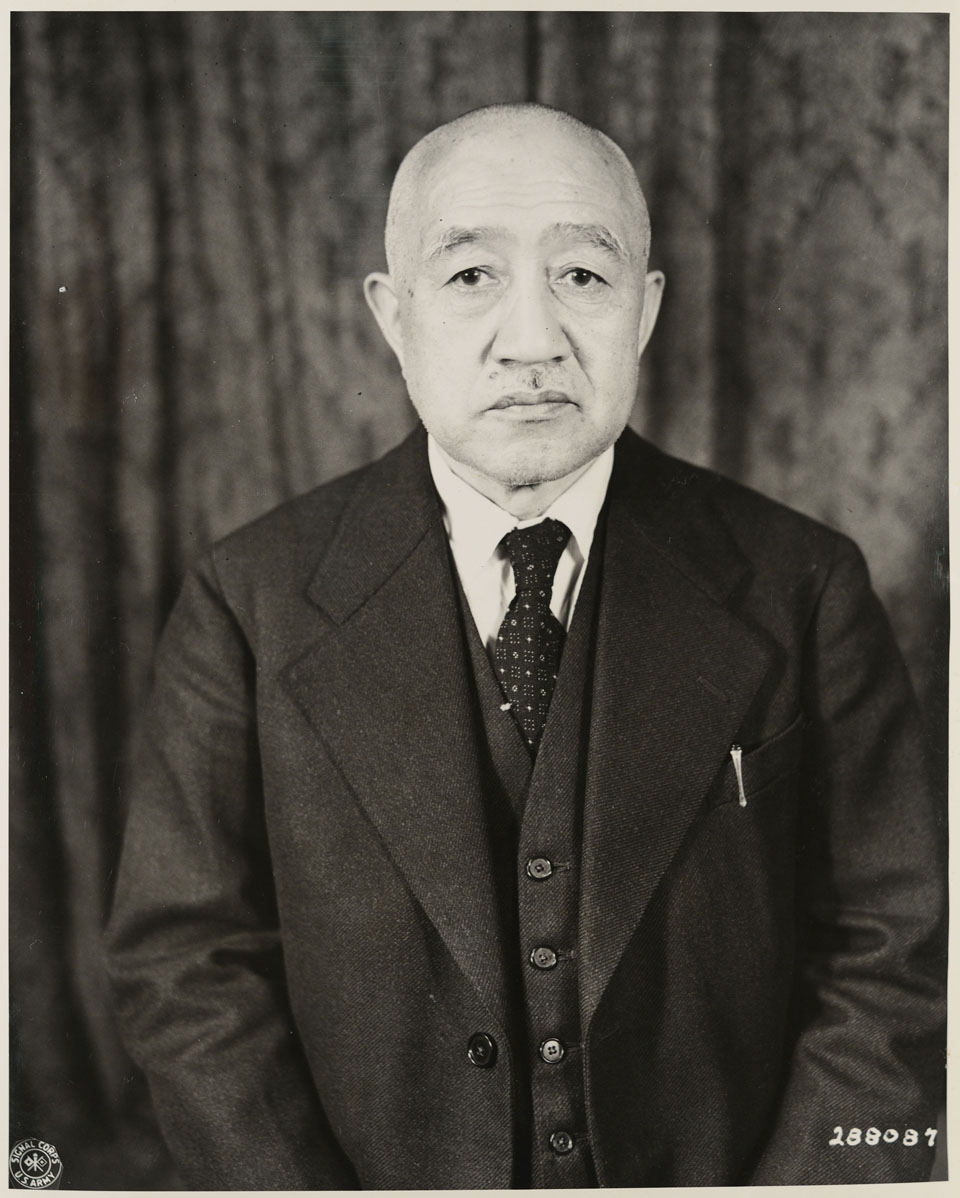
Кендзі Доїхара в 1948 році

Після капітуляції Японії Доїхару заарештовала окупаційна влада і і передала Міжнародному військовому трибуналу як військовий злочинець класу А разом з іншими членами маньчжурської адміністрації, відповідальними за японську політику в Маньджурії. Його визнали винним за пунктами 1, 27, 29, 31, 32, 35, 36 і 54 і засудили до смертної кари, тоді як його близький колега Наокі Хосіно, фінансовий експерт і директор Японського державного бюро опіумної монополії в Маньчжурії, був засуджений до довічного ув'язнення. Згідно з обвинувальним висновком, вони: «…проводили систематичну політику послаблення волі корінних жителів до опору … шляхом прямого та опосередкованого заохочення збільшення виробництва та імпорту опіуму та інших наркотиків і шляхом сприяння продажу та споживанню таких наркотиків серед таких людей». Доїхару було повішено 23 грудня 1948 року у в'язниці Сугамо.